# 山田花子と杉本彩と増山さやかのちょっとどうなのよ?
山田花子と杉本彩と増山さやかのちょっとどうなのよ?（やまだはなことすぎもとあやとますやまさやかのちょっとどうなのよ）は、ニッポン放送で2006年10月8日から2007年3月18日まで放送されていたラジオ番組。

## 番組概要
ニッポン放送の2006年の週末夕方のナイターオフ番組として編成されたトーク番組で、キャラクターの異なる3人の女性をレギュラーとして各人の意外な一面を見せていく。山田にとっては、東京進出初のニッポン放送のレギュラー出演番組となった。
表向きは生放送と謳っていたが、出演者のスケジュールが合致しないため、実際には録音により収録されていた。

## 出演者

### パーソナリティ
- 山田花子（吉本新喜劇）
- 杉本彩（女優）
- 増山さやか（ニッポン放送アナウンサー）- 進行担当

## 放送時間
- 日曜日 17:30 - 19:00 - 2006年10月8日 - 2007年3月18日

## タイムテーブル
- 17:30 オープニングトーク
- 17:40 週間男ニュース
- 17:45
- 17:50 ニッポン放送ニュース - 山本元気アナウンサー担当、新日本空調提供
- 17:56 交通情報
- 18:00 今日の自分話タイム
- 18:10
- 18:20 癒してボイス
- 18:24 交通情報
- 18:28
- 18:35
- 18:45 ニッポン放送ニュース - 岩下方彦報道部デスク担当
- 18:48 交通情報
- 18:55 エンディングトーク